# イナーメ信濃山形
レガルスイ・イナーメ信濃山形（レガルスイ・イナーメしなのやまがた、Legarsi Igname Shinano Yamagata）は、長野県東筑摩郡山形村を本拠地とする自転車ロードレースのプロチームである。チーム名の「レガルスイ」はフランス語で「繋がり」を、「イナーメ」は「長芋」をそれぞれ意味し、山形村特産の長芋のように地域に根差し、自転車を通じて繋がっていこうとする意志が込められている。

## 歴史
2007年設立。

## チーム陣容
2018年陣容
- 監督 - 中畑清
- メカニック - 喜代浜信孝

|      | 氏名                   | 生年月日               | 所属期間 | 備考                 |
| ---- | ---------------------- | ---------------------- | -------- | -------------------- |
| 選手 | 中村龍太郎             | 1990年12月24日（34歳） |          |                      |
| 選手 | 豊田勝徳               | 1988年9月29日（36歳）  |          |                      |
| 選手 | 佐野千尋               | 1987年11月11日（37歳） |          |                      |
| 選手 | 大東康弘               | 1987年11月5日（37歳）  |          |                      |
| 選手 | 北野普識               | 1988年7月20日（36歳）  |          |                      |
| 選手 | 兼松大和               | 1980年10月28日（44歳） |          |                      |
| 選手 | 岩月伸夫               | 1973年8月8日（51歳）   |          |                      |
| 選手 | 遠藤積穂               | 1981年10月19日（43歳） |          |                      |
| 選手 | 筧五郎                 | 1975年5月12日（49歳）  |          | 競技チームキャプテン |
| 選手 | 高杉智彰               | 1986年10月9日（38歳）  |          |                      |
| 選手 | 小山智也               | 1998年7月18日（26歳）  |          |                      |
| 選手 | ポール・ソールズベリー | 1974年4月9日（50歳）   |          |                      |
| 選手 | 田渕君幸               | 1993年7月15日（31歳）  |          |                      |
| 選手 | 岩佐昭一               | 1986年6月28日（38歳）  |          |                      |
| 選手 | 小室雅成               | 1971年1月29日（54歳）  |          |                      |
| 選手 | 河田恭司郎             | 1987年9月29日（37歳）  |          |                      |